# Athamánio
Athamánio är en ort i Grekland.   Den ligger i prefekturen Nomós Ártas och regionen Epirus, i den centrala delen av landet, 260 km nordväst om huvudstaden Aten. Athamánio ligger 862 meter över havet och antalet invånare är 374.
Terrängen runt Athamánio är bergig norrut, men söderut är den kuperad. Terrängen runt Athamánio sluttar söderut.Runt Athamánio är det glesbefolkat, med 13 invånare per kvadratkilometer. Närmaste större samhälle är Prámanta, 18,8 km nordväst om Athamánio. I omgivningarna runt Athamánio växer i huvudsak blandskog.